# Smárason
Smárason ist ein isländischer Name.

## Bedeutung
Der Name ist ein Patronym und bedeutet Sohn des Smári. Die weibliche Entsprechung ist Smáradóttir (Tochter des Smári).

## Namensträger
- Arnór Smárason (* 1988), isländischer Fußballspieler
- Hannes Smárason (* 1967), isländischer Unternehmer
- Janus Daði Smárason (* 1995), isländischer Handballspieler
- Örvar Þóreyjarson Smárason (* 1977), isländischer Musiker